# Пассажир (роман)
«Пассажир» (англ. The Passenger) — роман американского писателя Кормака Маккарти, опубликованный в 2022 году. Он вышел за шесть недель до выхода романа-спутника «Стелла Марис». Сюжет обоих романов, «Пассажир» и «Стелла Марис», рассказывает о Бобби и Алисии Вестерн, брате и сестре, чей отец участвовал в разработке атомной бомбы.
«Пассажир» — первый роман Маккарти после «Дороги», вышедшей на шестнадцать лет раньше. Маккарти работал над «Пассажиром» с перерывами с 1970-х годов. Роман получил в основном положительные отзывы критиков.

## Сюжет
Роман рассказывает о Бобби Вестерне, водолазе-спасателе, и его путешествии по Мексиканскому заливу и югу США. Вестерна преследуют воспоминания о вкладе его отца в разработку атомной бомбы, а также мучает чувство вины за то, что он не смог спасти свою сестру Алисию — главную героиню романа-продолжения «Стелла Марис» — от самоубийства, которое произошло за десять лет до событий «Пассажира», пока он находился в коме после аварии. Именно кома и неразделенная инцестуозная любовь к брату были в числе причин самоубийства.
Алисия была математическим гением, работавшим под руководством Александра Гротендика (реального математика, который на пике своего влияния отказался от научной деятельности и выбрал жизнь в относительном уединении). Брат и сестра Вестерн выросли в восточном Теннесси, где их отец работал в Ок-Ридже над Манхэттенским проектом (вместе с выдающимся физиком Робертом Оппенгеймером).
Оба ребенка — математические гении; Алисия учится в Чикагском университете, а Бобби бросает Калтех, чтобы начать карьеру гонщика Формулы-2 в Европе, хотя серьезная авария приводит его в временную кому и заканчивает его гоночную карьеру. События романа перемежаются короткими, выделенными курсивом главами о лечении Алисии от шизофрении из-за галлюцинаций в виде деформированной фигуры, которую рассказчик назвал "Талидомидным Малышом", который постоянно дразнит и унижает ее, а также вызывает своих призрачных сообщников для исполнения нежелательных и вульгарных развлекательных номеров. Он утверждает, что приехал, как нормальный пассажир на автобусе. "Малыш" один раз беседует и с Бобби, причем эта часть не выделена курсивом. Согласно теории профессоров Элморов, это должно показать правоту Алисии, что альтернативная реальность существует, что не мог признать её психиатр др. Коэн.
После спасательного погружения для поиска выживших в затонувшем самолете Бобби обнаруживает, что сумка пилота и бортовой самописец отсутствуют, хотя дверь заперта, и её приходится  взрезать. Через несколько дней он возвращается в свою квартиру и обнаруживает там двух агентов, которые задают вопросы о затонувшем самолете и пропавших предметах. Вестерн также узнает, что был еще один, десятый пассажир, который также пропал. Попытка самостоятельно расследования даёт только, что на одном из ближних островов спрятан плотик без вёсел.
Вестерн проводит время в барах и ресторанах Нового Орлеана со старыми друзьями, обсуждая философские и научные истины. Он навещает свою бабушку в Теннесси. Ее дом был разграблен два года назад, и исследовательские бумаги его отца, а также все семейные документы были украдены. Теперь, скрываясь от властей по совету частного детектива Клайна, Вестерн лишается своего Maserati Bora 1973 года и его банковский счет замораживается Налоговым управлением США, якобы за то, что он не указал в налоговой декларации деньги, унаследованные от бабушки по отцовской линии. Оставшись без средств к существованию, Вестерн скитается по стране как бродяга, в конечном итоге поселяясь на Форментере. Там он иногда встречает знакомых и рассказывает им, что учится молиться. В конце романа Вестерн лежит в своей кровати в ветряной мельнице, пишет письмо своей сестре, любви всей его жизни. Он забыл ее лицо и верит, что увидит его снова, когда умрет.

## Разработка
Считалось, что Маккарти начал писать «Пассажира» в 1970-х годах, работая над ним с перерывами в течение следующих десятилетий. Однако, согласно «The Cambridge Companion to Cormac McCarthy», он начал набрасывать роман в 1980 году.
В 2009 году в архиве Маккарти в Техасском государственном университете были найдены заметки, относящиеся к его следующему роману. В том же году Маккарти рассказал «Wall Street Journal», что его следующая книга будет "действие происходит в Новом Орлеане около 1980 года. Она о брате и сестре. Когда книга начинается, она уже совершила самоубийство, и речь идет о том, как он справляется с этим. Она интересная девушка".
В 2015 году роман «Пассажир» был официально анонсирован на мультимедийном мероприятии, организованном в Санта-Фе Фондом Ланнана. На книгу повлияло время, проведенное Маккарти среди ученых; биолог Институтa Санта-Фе Дэвид Кракауэр описал ее как "полноценный Кормак 3.0 — математический [и] аналитический роман".

## Публикация
Анонсированный в марте 2022 года, роман «Пассажир» был опубликован издательством А. Кнопф 25 октября 2022 года, а через шесть недель, 6 декабря, вышел его роман-спутник «Стелла Марис». По данным журнала «Publishers Weekly», к концу 2022 года было продано более 100 000 экземпляров обеих книг.

## Темы и анализ
Критик из The New York Times Д. Дж. Салливан отметил, что Талидомидный Малыш (который почти во всех случаях, кроме самого первого упоминания в книге, называется просто "Малыш"), может быть отсылкой к протагонисту романа Маккарти 1985 года «Кровавый меридиан». Салливан пишет, что он может представлять собой "зомбированное воплощение более раннего персонажа, только в этом воплощении он стал свидетелем XX века и был им основательно поврежден". 
В отличие от предыдущих книг, где большую роль играют животные, особенно лошади, в «Пассажире» вместо них действуют автомобили и другие механизмы.
Другие критики отметили, что название показывает, что герой, как и другие люди, не водитель, хотя гордится своим гоночным автомобилем, а лишь пассажир, которого везёт судьба и собственное подсознание.

## Восприятие
Отзывы о романе были в целом положительными. Многие критики высоко оценили прозу Маккарти; критик «Guardian» Ксан Брукс назвал его "великолепной закатной песней романа... Он богатый и странный, изменчивый и меланхоличный". Обозреватель «Vox» Констанс Грейди утверждает, что письмо Маккарти "так же великолепно, как можно было ожидать... Предложения Маккарти настолько хороши. Они выстреливают в вас как маленькие пули, злые, сильные и точные". Писатель «Atlantic» Грэм Вуд говорит, что «Пассажир» — одно из "самых богатых и сильных произведений в карьере Маккарти".
Маккарти также хвалят за то, что он раздвигает границы своего творчества на таком позднем этапе литературной карьеры. Д. Дж. Салливан пишет в «New York Times», что "«Пассажир» далек от лучших работ Маккарти, но это потому, что у него хватило смелости двинуться в новые места в возрасте почти 90 лет. Он попробовал в этих романах то, чего никогда не делал раньше". Аналогично, Николас Манкузи в журнале «Time» отмечает, что первые произведения Маккарти, опубликованные за 16 лет, "начинаются на знакомой территории, но расширяют его амбиции до самых границ человеческого понимания, где математика и наука все еще остаются лишь теорией".
Ник Ромео также высоко оценил роман в «The Daily Beast», назвав его "мощной и заставляющей задуматься квинтэссенцией многих жанров и идей, которые занимали Маккарти на протяжении всей его карьеры… Калейдоскопическое сжатие чувственностей и предметов в книге составляет новую эстетику сама по себе" . Редактор Кормака Маккарти в издательстве Knopf Дженни Джексон так отзывается о новых книгах автора: «Кормак Маккарти превзошел все наши ожидания. Это две ошеломляющие, шокирующие работы, которые умудряются быть одновременно захватывающими и интеллектуально волнующими».
С другой стороны, многие отметили отсутствие связного и ощутимого сюжета, который не отвечает на многие вопросы, поставленные в начале романа в части с таинственной авиакатастрофой. Грейди называет это "намеренно разочаровывающим" и отмечает, что "Вы почти чувствуете, как Маккарти немного бравирует, когда с большим мастерством и элегантностью снова и снова выбирает разочаровать любое желание читателя получить либо повествование, либо историю". Манкузи добавляет, что "книга больше заинтересована в расширении масштабов своей собственной тайны, чем в ее разрешении". Редактор книжного раздела «USA Today» Барбара Ванденбург отмечает, что книга "временами может быть раздражающе скрытной и непрозрачной… уступая место бессюжетным философским отступлениям", некоторые издания, например английская «Таймс», дали отрицательные рецензии.
Роман был включен в длинный список номинантов на Медаль Эндрю Карнеги за лучшее литературное произведение 2023 года.

Критики на русском языке высоко оценили книги «Пассажир» и «Стелла Марис», например, такие как Антон Долин и Дмитрий Быков отзываются так: 
В том числе и поэтому обе книги — о «болезни к смерти», как это формулировал Серен Кьеркегор, чьи идеи очевидно близки Маккарти. Среди других влияний — Людвиг Витгенштейн, поскольку писателя интересует глубинная связь философии языка с математикой. Эти параллели недвусмысленно дают понять, что представление о Маккарти как о «певце Дикого Запада», литературном брате режиссера Сэма Пекинпа, не более чем стереотип. Сложная литературная ткань обеих книг, написанных прихотливым, иногда вычурным языком, тоже убеждает в этом. Что не мешает кристально ясному пониманию сути.
— Антон Долин, «Пассажир» и «Стелла Марис» Кормака Маккарти — прощальная дилогия последнего американского классика, Онлайн журнал Медуза
Это очень хорошая книга. Там есть куски, смысл которых, как мне кажется, я понял не до конца, которые мне надо перечитать. Общий замысел этой книги мне не до конца понятен. Ну, то, что жить может только сумасшедший… Вообще, мир приемлем только для сумасшедшего — это одна мысль, один из посылов романа, который там вполне очевиден. Но вообще, это очень хорошо написано. Вот там диалог замечательный, хотя говорят и о физике, и о музыке, и о любви.
— Быков, Дмитрий Львович, Что вы думаете о двух романах Кормака Маккарти — «Пассажир» и «Стелла Марис»?, БыковФМ

## Экранизация
Режиссёр Джефф Николс высказал интерес к производству фильма на базе двух последних романов Маккарти и есть подтверждение, что фильм будет сниматься.